# Polycystine-1
La polycystine-1 est l'une des deux polycystines. Cette protéine a pour gène PKD1 dont la mutation est responsable d'une grande partie des polykystoses rénales de type dominant

## Structure et gène
Ce gène est localisé sur le  chromosome 16 (16p13). C'est un gène de 52 Kb comportant 46 exons transcrits en un ARNm de 14 kb qui est traduit en une protéine membranaire de 4302 acides aminés, la polycystine-1. 

## Fonction
Sa fonction précise est inconnue. 
Avec la polycystine-2, elle forme un dimère pour moduler de nombreuses voies de signalisation (JAK/STAT, Protéines G hétérotrimériques, c-Jun, ERK, AP-1, Id2, p21, etc). Elles jouent un rôle dans le contrôle de la prolifération cellulaire et dans le maintien de la polarité cellulaire.
Son expression est retrouvée dans de nombreux organes (foie, pancréas, rein, cœur...). Elle est localisée dans le cil, la membrane plasmique et les jonctions inter-cellulaires. Leur présence à ce niveau dans la cellule épithéliale rénale permet probablement de sentir le flux urinaire, leur stimulation augmentant la concentration intra-cellulaire en calcium.
Au niveau cardiaque, elle inhibe les canaux potassiques et joue sur la fonction contractile de la cellule musculaire cardiaque et sur la repolarisation.

## En médecine
Sa mutation entraîne une polykystose rénale type dominant, le degré de polykystose semblant dépendant du taux de polycystine-1 fonctionnelle. La polycystine-1 mutée ne peut se lier à la polycystine-2, entraînant un défaut de signalisation.